# (444004) 2004 AS1
(444004) 2004 AS1 es un asteroide que forma parte de los asteroides Apolo, descubierto el 13 de enero de 2004 por el equipo del Lincoln Near-Earth Asteroid Research desde el Laboratorio Lincoln, Socorro (Nuevo México), Estados Unidos

## Designación y nombre
Designado provisionalmente como 2004 AS1.

## Características orbitales
2004 AS1 está situado a una distancia media del Sol de 1,070 ua, pudiendo alejarse hasta 1,257 ua y acercarse hasta 0,883 ua. Su excentricidad es 0,174 y la inclinación orbital 17,21 grados. Emplea 404 días en completar una órbita alrededor del Sol.

## Características físicas
La magnitud absoluta de 2004 AS1 es 20,5.